# Bephratoides maculatus
Bephratoides maculatus is een vliesvleugelig insect uit de familie Eurytomidae. De wetenschappelijke naam is voor het eerst geldig gepubliceerd in 1909 door Brues.